# Erigone grandidens
Erigone grandidens (Tu & Li, 2004) è un ragno appartenente alla famiglia Linyphiidae, endemico del Vietnam.

## Etimologia
L'epiteto specifico grandidens viene dal latino ed è traducibile come dal grande dente; in riferimento ai cheliceri che sono forniti anterolateralmente di una serie di robusti denti.

## Aspetto
La specie è facilmente distinguibile dagli altri Erigone dalla piccola apofisi patellare, dalla tibia che non presenta denti ventrali, dall'apofisi tibiale dei maschi che è curva verso il basso e dall'atrio a forma di diamante nelle femmine.
Il maschio è lungo 1,53 mm, il carapace è lungo 0,83 mm e largo 0,60 mm. L'addome è 0,73x0,53 mm. Il carapace presenta la porzione cefalica fortemente elevata e lungo la linea mediana sull'inclinazione posteriore sono presenti tre piccoli denti ognuno avente una peluria. Il clipeo è dritto al di sotto dell'area oculare per poi diventare leggermente sporgente. La porzione toracica presenta diversi denti su entrambi i lati ed un sottile solco lungo i margini laterali. Gli occhi sono subeguali, con una contornazione nera. I cheliceri dispongono anterolateralmente di una serie di 8 denti robusti e curvi, di zanne scanalate con cinque o sei denti sul margine anteriore e quattro piccoli denti sul margine posteriore. Lo sternum è marrone grigiastro e l'addome grigio.

La patella è cora, lunga quanto la tibia e possiede una piccola apofisi di forma triangolare più corta del diametro della patella stessa. La tibia non presenta apofisi ventrali, l'apofisi dorsale è biforcata se vista retrolateralmente, se vista invece dorsalmente presenta una sclerite traslucida tra le due estremità. Inoltre presenta un tricobotrio prolaterale e due retrolaterali.
La femmina è lunga 1,50 mm, il carapace è lungo 0,70 mm e largo 0,47 mm. L'addome è 0,90x0,60 mm. La porzione cefalica non si eleva. I cheliceri non presentano denti anterolaterali, le zanne scanalate presentano sei denti nel margine anteriore e cinque piccoli denti sul margine posteriore. Le altre caratteristiche somatiche sono simili al maschio.

L'epigino è molto semplice, leggermente chitinizzato, presenta una fine striatura trasversale ed è concavo posteriormente. Vedendo la vulva dorsalmente è possibile notare l'atrio a forma di diamante.

## Distribuzione
La specie è endemica del Vietnam, in particolare dei villaggi Gao Bao e Viet Lann nella provincia di Ha Giang.

## Tassonomia
Sono stati osservati solamente l'olotipo e i paratipi della specie nel 2004 e ad oggi, 2014, non sono note sottospecie.